# Śnieciska
Śnieciska – wieś w Polsce, położona w województwie wielkopolskim, w powiecie średzkim, w gminie Zaniemyśl.
W latach 1975–1998 wieś administracyjnie należała do województwa poznańskiego.
Wieś duchowna Śnieciska, własność archidiakona śremskiego kapituły katedralnej gnieźnieńskiej, pod koniec XVI wieku leżała w powiecie pyzdrskim województwa kaliskiego.

## Integralne części wsi
| SIMC    | Nazwa | Rodzaj    |
| ------- | ----- | --------- |
| 0598492 | Huby  | część wsi |

## Zabytki
- Kościół pw. Św. Marcina z XVIII. Pierwszy kościół został wzniesiony już w XII lub XIII wieku i znajdował się na wzgórzu poza wsią (obecnie stoi tam krzyż).Kościół zbudowany jest z drzewa modrzewiowego, konstrukcji zrębowej, oszalowany. Portal z prezbiterium jest rokokowy, z 2 poł. XVIII wieku z rzeźbą Michała Archanioła. Na ścianie wschodniej wisi krucyfiks w stylu ludowym. Kościół był budowany przez mistrza ciesielskiego Jana Ślumskiego. Wewnątrz znajdują się również inne cenne zabytki:
  - barokowy ołtarz główny z rzeźbami św. Joachima i św. Anny
  - dwa ołtarze boczne: barokowy z obrazem św. Józefa z Dzieciątkiem Jezus oraz rokokowy z obrazem Matki Boskiej i św. Barbary
  - późnogotycka kamienna kropielnica
  - konfesjonał z 1797 roku
  - na profilowanej belce tęczowej krucyfiks z XVI wieku
- Park dworski z końca XVIII w.[6]

Kościół posiada również (w depozycie muzeum)
- monstrancję z 1715 roku
- kielich z 1695 roku
- relikwiarz w kształcie krzyża z 2 poł. XVI wieku
- trybularz z 1 poł. XVIII wieku

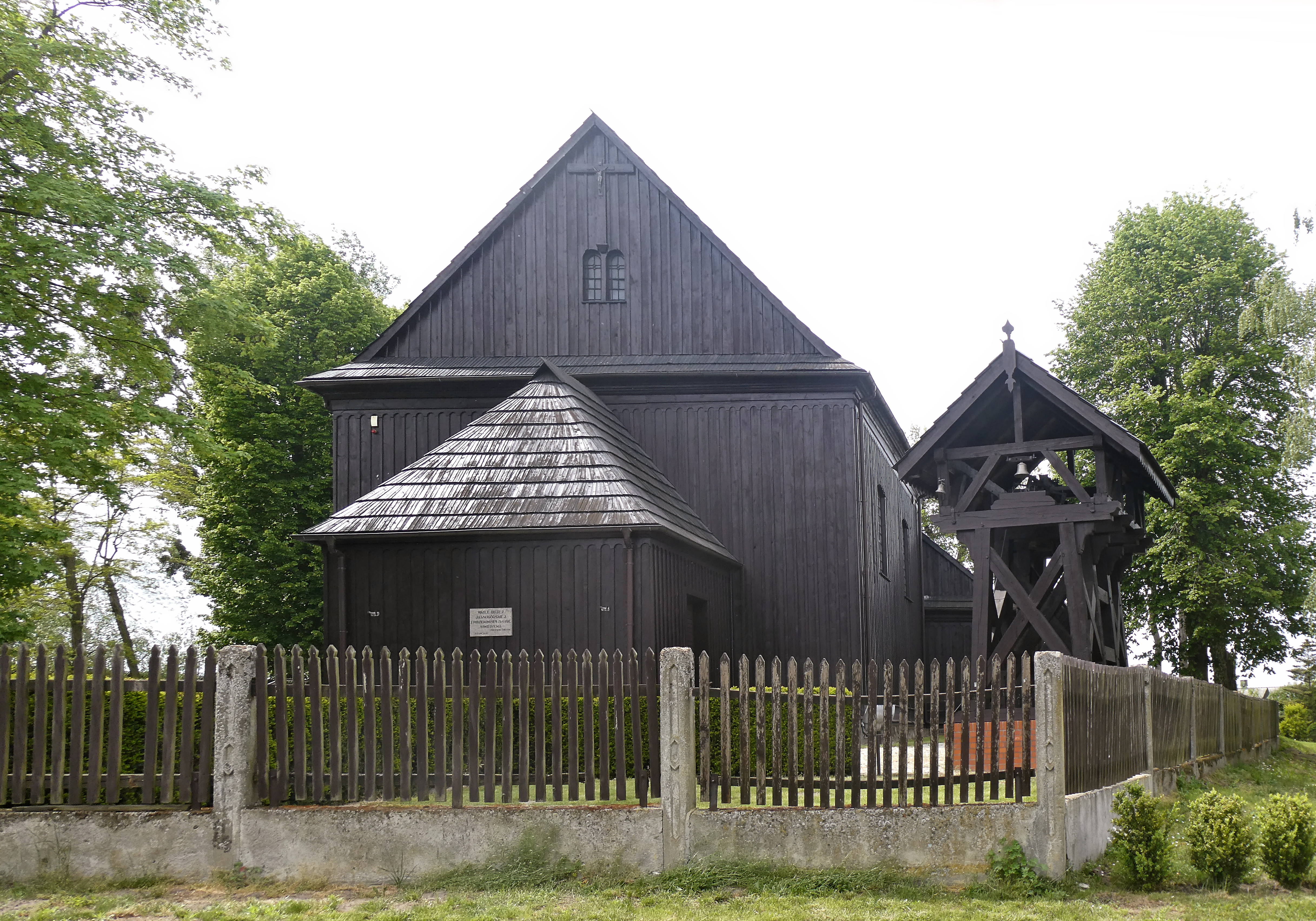
Kościół św. Marcina z dzwonnicą

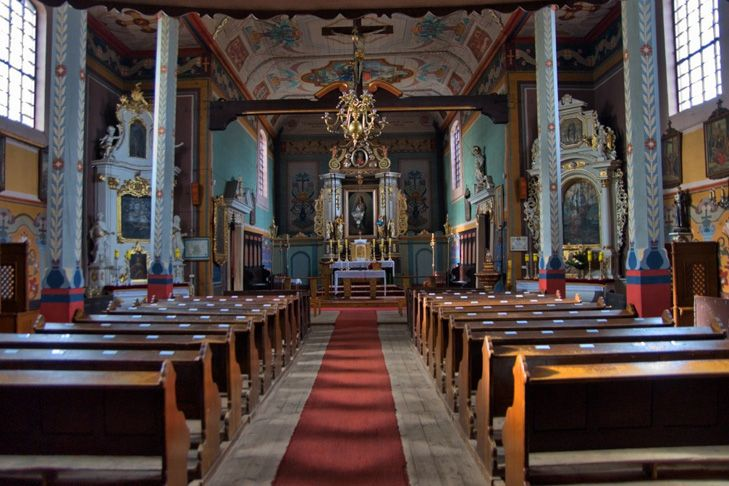
Wnętrze kościoła

Kościół otoczony jest kilkoma nagrobkami. Cmentarz parafialny znajduje się około 600 metrów od kościoła, poświęcony w 1853 roku. Nieopodal znajduje się probostwo z 1850 roku oraz organistówka z 1888 roku.
- Zabytkowa drewniana dzwonnica konstrukcji słupowej z 1855 roku. Najstarszy dzwon pochodzi z 1444 roku, kolejne: z XVI wieku i 1615 roku.
- We wschodniej części starej zabudowy wsi znajduje się dwór (obecnie mieści się tam szkoła oraz mieszkanie), spichrz oraz gorzelnia z wysokim na około 40 metrów ceglanym kominem. Pomiędzy dworem a kościołem rozciąga się park angielski z końca XVIII w (dawny park dworski).

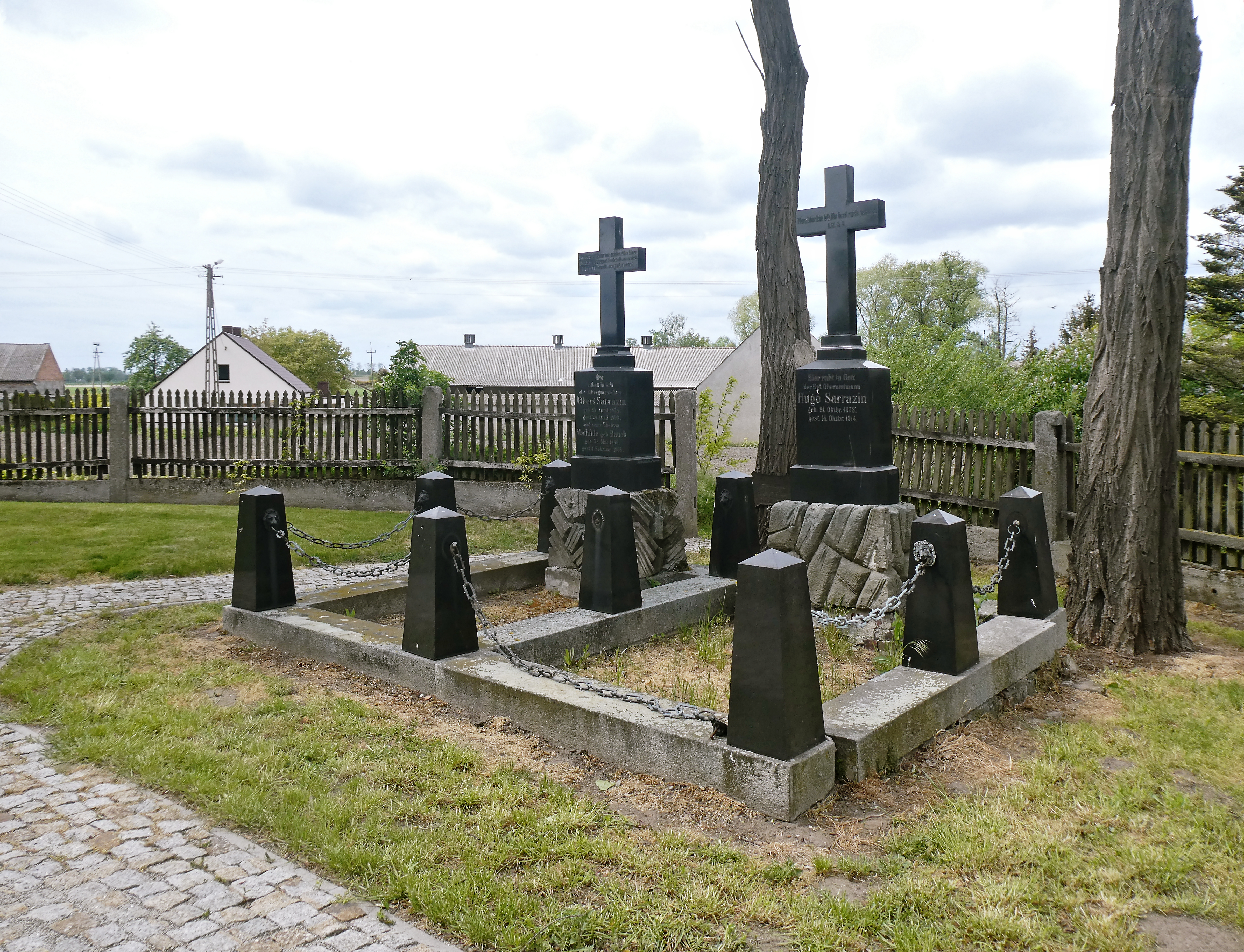
Groby rodziny Sarazin przy kościele w Śnieciskach

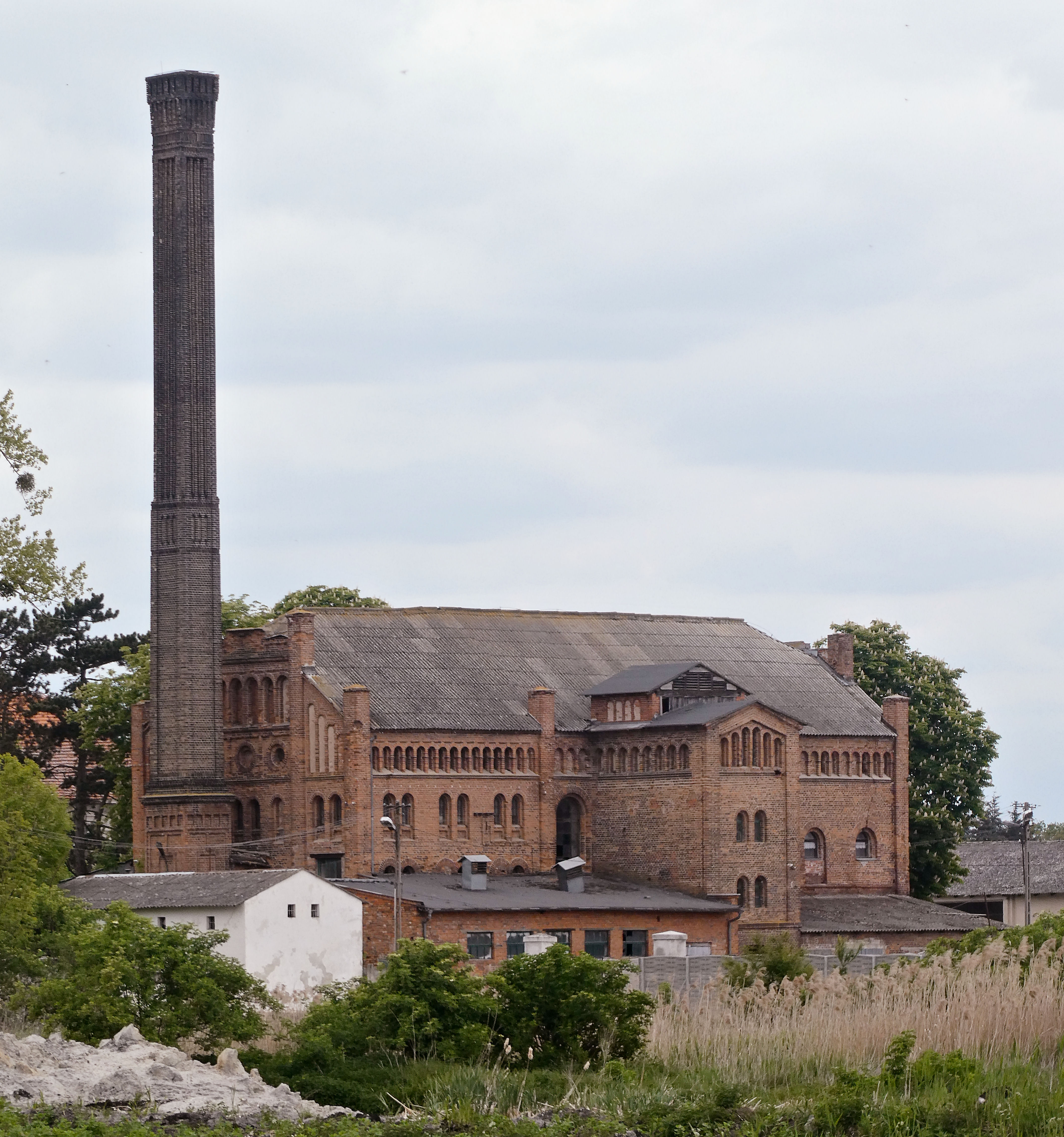
Gorzelnia w Śnieciskach